# Кирнати (Аджария)
Кирнати (груз. კირნათი) — село на юго-западе Грузии, в Хелвачаурском муниципалитете, в Аджарии. В настоящее время находится в приграничной с Турцией зоне.
Население села по переписи 2014 года составляет 340 человек, из них большинство грузины.